# Crise d'identité
Pour l'épisode de série télévisée, voir Crise d'identité (Buffy).
En psychologie, le terme crise d'identité (inventé par le psychologue Erik Erikson) désigne l'incapacité pour l'ego d'avoir une identité qui lui est propre,. La crise d'identité survient lors de l'adolescence.
Le stade de développement psychosocial, dans lequel la crise d'identité survient, est appelée l'Identité versus Confusion des rôles. Au cours de ce stade, les adolescents sont confrontés à la croissance physique, la maturité sexuelle, l'intégration de la perception d'eux-mêmes et ce que les autres pensent d'eux. Les adolescents forment donc leur image de soi et doivent supporter la tâche de résoudre la crise de leur identité. La résolution réussie de la crise dépend des progrès réalisés aux stades de développement précédents, centré sur des questions telles que la confiance, l'autonomie et l'initiative